# G Data Antivirus
G Data Antivirus ist ein Antivirenprogramm des deutschen IT-Unternehmens G Data CyberDefense. Es wird primär für Computer mit Windows und Mac OS entwickelt und soll Benutzer vor Schadprogrammen schützen.

## Funktionen
G Data Antivirus besitzt Aktiven Hybridschutz, einen AutostartManager, BankGuard-Technologie, Erkennung und Entfernung von Viren, Trojanern, Würmern, Spyware, Adware, Keyloggern, Auto-Dialern, Privatsphärenschutz, Phishing-Schutz, Suchberater, Remote-Verwaltung sowie Erkennung und Entfernung von Rootkits. Des Weiteren erhält G Data Antivirus automatische Echtzeitupdates.
Nicht enthaltene Funktionen sind ein Firewallfilter, Jugendschutz und der Datenschredder, die G Data Internet Security besitzt. Ebenso wie viele seiner Wettbewerber ist G Data Antivirus inkompatibel mit anderer Anti-Virus- und Anti-Spyware-Software.
Die Macintosh-Version von G Data Antivirus läuft auf allen Macs mit Mac OS X 10.15 Catalina (oder höher). Zudem besitzt es ein Mac ähnliches Interface, welches Mac Usern vertraut sein soll.
G Data Antivirus für Mac bietet Echtzeit-Schutz, Phishing-Schutz und Netzwerk-Schutz.

### Aktiver Hybridschutz
Der aktive Hybridschutz kommt durch die von G Data mit dem Marketing-Begriff CloseGap-Technologie benannten Einsatz einer zweiten kleineren Engine zum Virenscannen zustande. Als zweite Virenscan-Engine kommt Bitdefender zum Einsatz. Die so genannte CloseGap-Technologie besitzt die Komponente des proaktiven Schutzes sowie die der signaturbasierten Erkennung, wobei sie mit einer kleineren Virendatenbank als die Hauptengine zum Virenscannen arbeitet. Laut G Data soll der Vorteil zu Wettbewerbern in einem geringeren Ressourcenverbrauch der Antivirensoftware bestehen, was sich im Test der Computerzeitschrift c’t nicht bestätigen ließ.

### G Data BankGuard
Der G Data BankGuard soll den Browser vor Banking-Trojanern schützen. Diese nutzen unter anderem Sicherheitslücken bei der Verschlüsselung im Browser, die laut G Data durch den BankGuard geschlossen werden sollen.

### AutostartManager
Der AutostartManager von G Data sorgt, laut G Data, für einen schnelleren Bootvorgang. Somit umfasst G Data Antivirus ab Version 2014 Komponenten einer Tuning-Software.
Damit lassen sich Anwendungen ohne Verzögerungen oder jeweils mit einer festgelegten Verzögerung in Minuten starten. Auch ist es möglich die Anwendung erst gar nicht zu starten.

### Weitere Funktionen
Zusätzlich werden durch G Data Antivirus der Instant Messenger- sowie der E-Mail-Verkehr und angeschlossene USB-Speichermedien automatisch untersucht.
Die Software umfasst auch Funktionen zum Schutz in sozialen Netzwerken und kostenlose Programm-Upgrades innerhalb des bezahlten Abonnements. Des Weiteren bietet der Hersteller einen technischen 24-Stunden-Support. G Data bietet sein Antivirenprogramm derzeit in Form von Jahres-, zwei-Jahres- und drei-Jahres-Abonnements an.

## Testergebnisse
Im Test in der Ausgabe 11/2013 der Computerzeitschrift c’t  wurde angemerkt, dass G Data Antivirus 2014 das erste Programm von G Data mit einer eigenen Scan-Engine statt bisher zwei von externen Herstellern, zuletzt Avast Antivirus und Bitdefender, sei. C’t bemängelte allerdings die hohe Rechnerkapazitäten, welche das Programm benötigen würde.
AV-Comparitives ermittelte im März 2020 eine Erkennungsrate (Total-Detection) von 100 % für G Data Internet Security, wobei es auch zu wenigen Fehlalarmen kam. G Data erhielt mit dem Siegel „Advanced+“, zusammen mit fünf weiteren Programmen die höchste Auszeichnung von vier möglichen. Insgesamt wurden 17 bekannte Antivirus-Programme geprüft. In einem weiteren Test von AV-Comparitives im April 2020 wurde die Auswirkung von Virenscannern auf die Systemleistung von Rechnern getestet. Hier belegte G Data Internet Security den vorletzten von 16 Plätzen.
Im Virenscanner-Test 2020 von Chip Online schnitt G Data Antivirus von 17 getesteten Programmen am schlechtesten ab. Besonders wurde die Schutzwirkung bemängelt. Die wenigen Fehlerkennungen stachen jedoch positiv hervor.
Im Jahr 2025 wurde G Data Antivirus für den Mac Testsieger bei Stiftung Warentest. Positiv hervorgehoben wurde zusätzlich fehlende Mängel in der Datenschutzerklärung.